# God's S.T.A.R.
〈God's S.T.A.R.〉는 노래의☆왕자님♪에 등장하는 가상의 아이돌 "QUARTET NIGHT"가 발표한 두 번째 싱글 앨범으로, 2016년 12월 21일 발매되었다. (12cm CD: KICM-3318) 곡의 작사는 아게마츠 노리야스 (上松範康), 작곡과 편곡은 후지타 준페이 (藤田淳平)가 맡았다. 이 곡은 2016년 가을 즈음에 방영되었던 동명의 애니메이션 《노래의☆왕자님♪ 진짜 LOVE 레전드 스타》의 제12화와 13화에 각각 삽입되었다. B 사이드 곡은 〈KIZUNA〉 (→인연)이며, 작사와 작곡은 아게마츠 노리야스, 편곡은 키쿠타 다이스케 (菊田大介)가 맡았다. 이 역시 2015년경 방영된 애니메이션 《노래의☆왕자님♪ 진짜 LOVE 레볼루션즈》의 제2화에 삽입되었다.
작품은 2017년 1월 2일자 오리콘 싱글 차트에서 1위에 올랐는데, 실존 인물이 아닌 가공의 캐릭터의 이름으로 발매된 싱글이 이 차트에서 정점에 오른 것은 2016년 6월 THE IDOLM@STER의 게임 캐릭터로 구성된 유닛 "L.M.B.G" (리틀 마칭 밴드 걸즈)가 발매한 〈하이파이☆데이즈〉 이후로, 약 6개월만이다.

## 참여 멤버
QUARTET NIGHT의 멤버와 목소리를 담당한 성우 (괄호 안)는 아래와 같다.
- 고토부키 레이지 (모리쿠보 쇼타로)
- 쿠로사키 란마루 (스즈키 타츠히사)
- 미카제 아이 (아오이 쇼타)
- 카뮤 (마에노 토모아키)

## 수록곡
| #            | 제목                                  | 작사              | 작곡              | 편곡            | 재생 시간 |
| ------------ | ------------------------------------- | ----------------- | ----------------- | --------------- | --------- |
| 1.           | 〈〈God's S.T.A.R.〉〉                | 아게마츠 노리야스 | 후지타 준페이     | 후지타 준페이   | 4:26      |
| 2.           | 〈〈KIZUNA〉〉                        | 아게마츠 노리야스 | 아게마츠 노리야스 | 키쿠타 다이스케 | 5:18      |
| 3.           | 〈〈God's S.T.A.R.〉〉 (instrumental) |                   |                   |                 | 4:26      |
| 4.           | 〈〈KIZUNA〉〉 (instrumental)         |                   |                   |                 | 5:19      |
| 총 재생 시간 | 총 재생 시간                          | 총 재생 시간      | 총 재생 시간      | 총 재생 시간    | 19:29     |